# Akantocyt

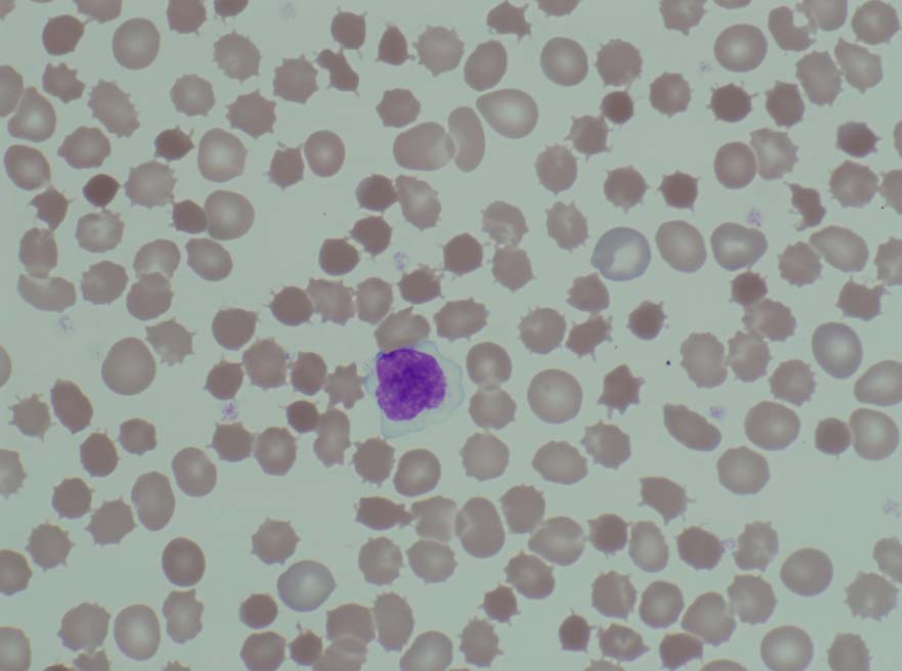
Liczne akantocyty pośród prawidłowych erytrocytów w rozmazie krwi obwodowej u chorego z abetalipoproteinemią.

Akantocyt – u człowieka, nieprawidłowy erytrocyt z nieregularnymi, długimi, ostro zakończonymi wypustkami cytoplazmy.
Podobne wypustki cytoplazmy, ale bardziej tępe i bardziej regularnie rozmieszczone, posiadają echinocyty.
Obecność akantocytów w osadzie moczu wskazuje na kłębuszkowe zapalenie nerek.
Obecność akantocytów we krwi obwodowej nosi miano akantocytozy.